# Шевлинге (община)
Община Шевлинге (на шведски: Kävlinge kommun) е разположена в лен Сконе, югоизточна Швеция с обща площ 154 km2 и население 29 600 души (към 31 декември 2013). Административен център на община Шевлинге е едноименния град Шевлинге.